# 小松川駅
小松川駅（こまつかわえき）は、秋田県横手市山内（さんない）小松川字中田谷地（なかたやち）にある、東日本旅客鉄道（JR東日本）北上線の駅である。

## 歴史
- 1950年（昭和25年）7月25日：平鹿郡山内村に小松川仮乗降場として開業[3]、切符の販売は行わない。
- 1951年（昭和26年）12月25日：停車場化[2]。
- 1987年（昭和62年）4月1日：国鉄分割民営化により、東日本旅客鉄道の駅となる[2]。
- 2024年（令和6年）10月1日：えきねっとQチケのサービスを開始[1][4]。

## 駅構造
単式ホーム1面1線を有する地上駅で、横手駅管理の無人駅である。

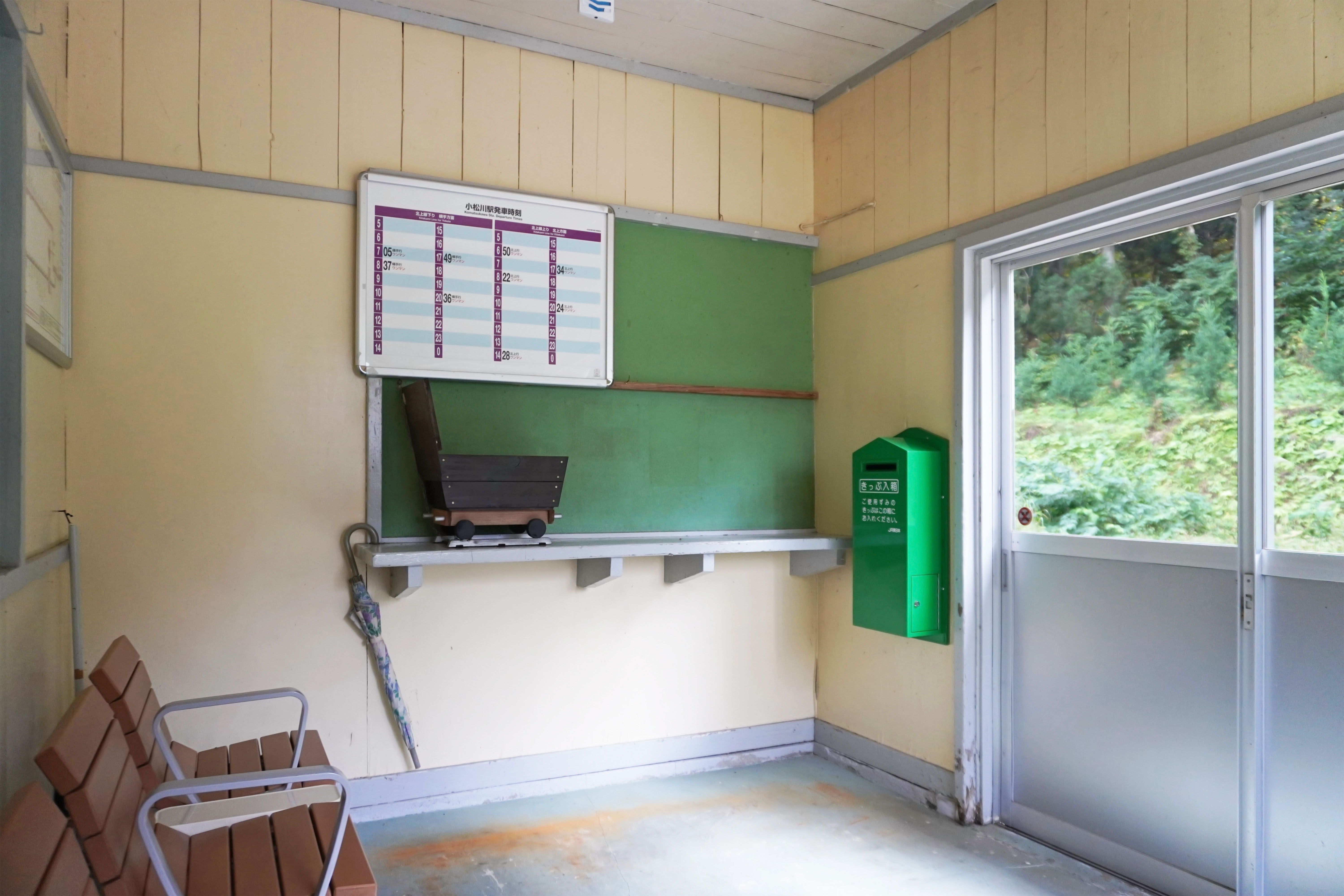
待合室（2023年10月）

## 駅周辺
- 黒沢川
- 国道107号

## 隣の駅
東日本旅客鉄道（JR東日本）
■北上線
□快速
通過
■普通
黒沢駅 - 小松川駅 - *平石駅 - 相野々駅
*打消線は廃駅